# Northrop Grumman E-11A
Northrop Grumman E-11A är ett amerikanskt militärflygplan utrustat med kommunikationsreläutrustning. Flygplanet är i grunden ett Bombardier Global Express som sedan är utrustat med instrument av Northrop Grumman för militära ändamål. Flygplanet är en bemannad version av RQ-4 Global Hawk med ungefär lika utrustning och ändamål.

## Operatörer
USA - 5 E-11A i aktiv tjänst år 2022.
- 430th Expeditionary Electronic Combat Squadron[3][4]

## Flygplan
Registrerade flygplan av modellen E-11A. 
| No. | Reg. nummer | Reg. nummer | Modell | MSN   | Block    | Ram            | Ram   | Levererat till USAF | Status  | Tidigare ägare       | Kommentar                                                            |
| No. | Militärt    | F.d.        | Modell | MSN   | Block    | Modell         | År    | Levererat till USAF | Status  | Tidigare ägare       | Kommentar                                                            |
| --- | ----------- | ----------- | ------ | ----- | -------- | -------------- | ----- | ------------------- | ------- | -------------------- | -------------------------------------------------------------------- |
| 1   | 11-9001     | N901GX      | E-11A  | 9001  | Block 10 | BD-700-1A10 GE | 1996  | 18 juli 2011        | Aktiv   | Ingen                |                                                                      |
| 2   | 11-9355     | N770AG      | E-11A  | 9355  | Block 10 | BD-700-1A10 GE | 1996  | 27 oktober 2011     | Aktiv   | Straight Flight Inc. |                                                                      |
| 3   | 11-9358     | N760AG      | E-11A  | 9358  | Block 10 | BD-700-1A10 GE | 2009  | 22 maj 2009         | Inaktiv | Straight Flight Inc. | Kraschade i Afghanistan den 27 januari 2020.                         |
| 4   | 12-9506     | N9506G      | E-11A  | 9506  | Block 10 | BD-700-1A10 GE | 2012  | 17 september 2013   | Aktiv   | Learjet Inc.         | Flygplanet har varit stationerat vid Kandahar Air Base i Afghanistan |
| 5   | 21-9045     | Okänt       | Okänt  | Okänt | Okänt    | Okänt          | Okänt | Okänt               | Okänt   | Okänt                | Okänt                                                                |